# Cacia griseovittata
Cacia griseovittata là một loài bọ cánh cứng trong họ Cerambycidae.